# Copera marginipes
Copera marginipes – gatunek ważki z rodziny pióronogowatych (Platycnemididae). Występuje w Azji – od Indii po Chiny i na południe po Jawę i Małe Wyspy Sundajskie.